# Puente Eiffel (Ungheni)
El Puente Eiffel (en rumano: Podul Eiffel) es un puente sobre el río Prut y un puesto de control entre Moldavia y Rumanía. El puente está situado entre Ungheni (Moldavia) y Ungheni (Iaşi, Rumanía).
El 18 de mayo de 1872 un agente diplomático ruso, Ivan Alekseevich Zinov'ev y Gheorghe Costaforu firmó un acuerdo sobre un nudo ferroviario, el cual fue ratificado el 21 de enero de 1873. El ferrocarril Iaşi-Ungheni fue inaugurado el 1 de agosto de 1874.

## Historia
El 18 de mayo de 1872 Bucarest fue Convención rumano-Rusia celebrado el cruce de ferrocarriles rusa con la rumana de Iasi-Chisináu, y fue necesaria la construcción de un puente sobre el resistente Prut.

## Construcción
Se trata de un puente ferroviario construido sobre el río Prut entre 1876 y 1877 por el arquitecto francés Gustave Eiffel, célebre por diseñar la Torre Eiffel. El puente se inauguró el 21 de abril de 1877, apenas tres días antes de que Rusia declarara la guerra Turquía en la guerra ruso-turca de 1877 a 1878, por el que el Imperio ruso pretendía tener acceso al Mediterráneo. 
Satisfecho con la calidad del puente, el alcalde de Iaşi, Scarlat Pastia trajo de vuelta a Eiffel para construir en 1882 el Grand Hotel Traian en la ciudad. 
El puente se hizo conocido por los eventos ocurridos el 6 de mayo de 1990, conocido como Puente de las Flores. Miles de rumanos y de moldavos separados por la frontera se reunieron tras muchos años de distanciamiento.